# Naza

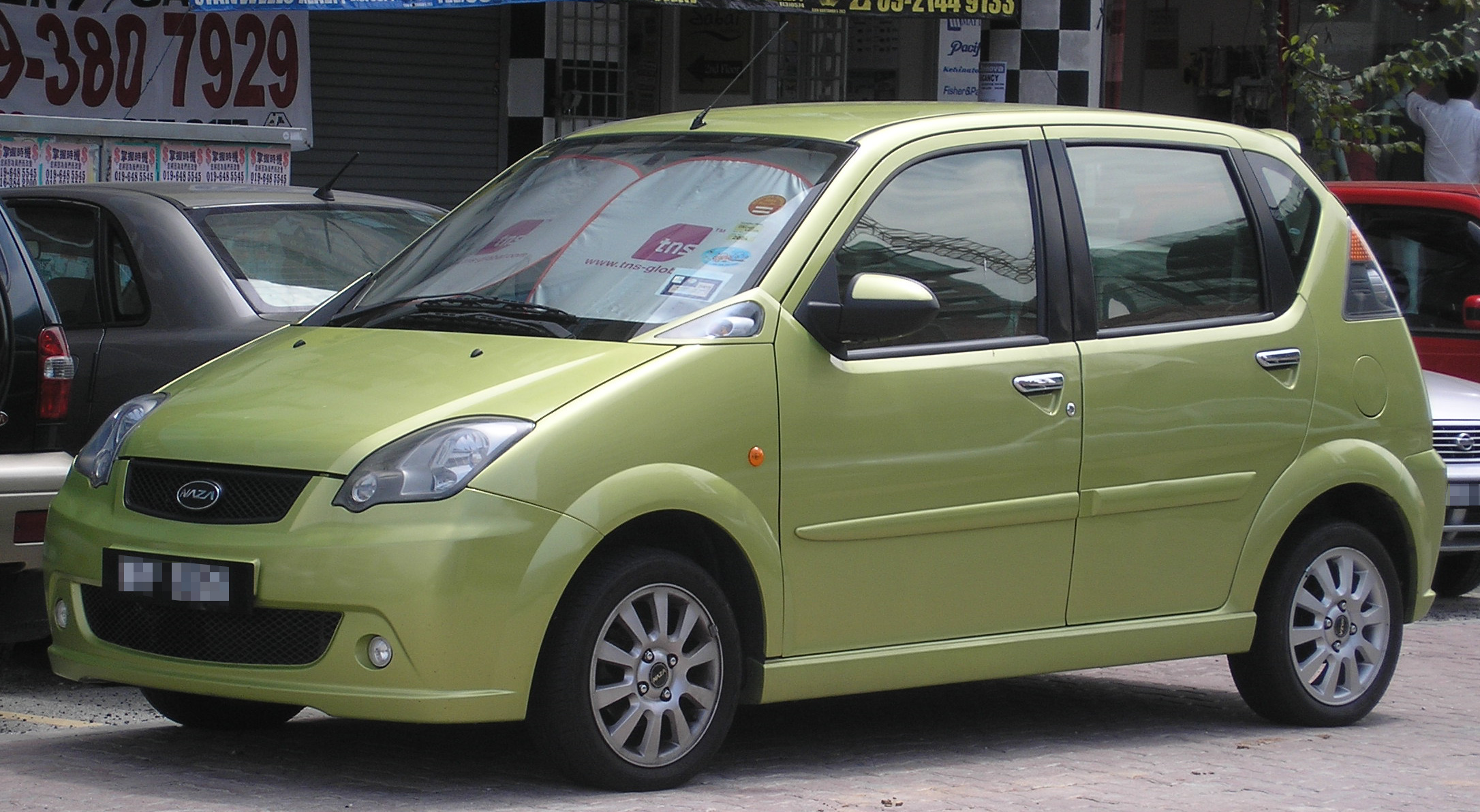
Naza Sutera

Naza Group van bedrijven is een motorhandels- en vastgoedontwikkelingsbedrijf dat opgericht werd in 1974 in Maleisië. Naza Group is de franchisehouder voor Zuid-Korea's Kia-voertuigen in Maleisië. 

## Modellen
- Kia Spectra
- Naza Ria (rebadged Kia Carnival)
- Naza Citra (rebadged Kia Carens)
- Naza Sorento (rebadged Kia Sorento)
- Naza Sutera (rebadged Hafei Lobo)
- Naza 206 Bestari (rebadged Peugeot 206)
- Naza Suria (rebadged Kia Picanto)